# Молекулярний метал
Молекулярний метал (рос. молекулярный металл, англ. molecular metal) — неметалічний матеріал, подібний за властивостями до металів. Зазвичай отримуються при оксидативному допуванні, наприклад, поліацетилен, оксидативно допований йодом.